# Vlastimil Daníček
Vlastimil Daníček (15 luglio 1991) è un calciatore ceco, centrocampista o difensore dello Slovácko.

## Carriera

### Club
Ha giocato nella prima divisione ceca.

### Nazionale
Ha giocato nelle nazionali giovanili ceche Under-16 ed Under-21.

## Palmarès

### Club

#### Competizioni nazionali
- Coppa della Repubblica Ceca: 1

Slovácko: 2021-2022